# Unione Sportiva Lecce 1975-1976
Questa voce raccoglie le informazioni riguardanti l'Unione Sportiva Lecce nelle competizioni ufficiali della stagione 1975-1976.

## Stagione
L'annata si rivelò una delle più ricche di successi per i salentini, che centrarono uno storico treble minore. Dopo avere vinto il girone C del campionato di Serie C – con l'imbattibilità casalinga, e portando Gaetano Montenegro a capocannoniere del torneo –, ritornando così in Serie B a ventisette anni dalla precedente apparizione, i giallorossi di Antonio Renna (subentrato a stagione in corso a Nicola Chiricallo) trionfarono dapprima nella Coppa Italia Semiprofessionisti, superando in finale il Monza, e infine colsero la loro prima e fin qui unica affermazione internazionale, nella Coppa Italo-Inglese Semiprofessionisti, avendo la meglio dello Scarborough. Mai prima di allora la squadra pugliese aveva chiuso una stagione con tre trofei in bacheca, e mai più accadde negli anni a venire.

## Divise
| Casa | Casa (2ª versione) | Trasferta | Trasferta (2ª versione) |

## Rosa
| N. |                   | Ruolo | Calciatore           |
| -- | ----------------- | ----- | -------------------- |
|    | Italia (bandiera) | P     | Francesco Moscarella |
|    | Italia (bandiera) | P     | Bruno Jacoboni       |
|    | Italia (bandiera) | P     | Dino Di Carlo        |
|    | Italia (bandiera) | D     | Michele Lorusso      |
|    | Italia (bandiera) | D     | Mario Zanotti        |
|    | Italia (bandiera) | D     | Ivan Bertuolo        |
|    | Italia (bandiera) | D     | Alessandro Zagano    |
|    | Italia (bandiera) | D     | Ciro Pezzella        |
|    | Italia (bandiera) | D     | Nicola Loprieno      |
|    | Italia (bandiera) | D     | Aniello Iaccarino    |
|    | Italia (bandiera) | D     | Danilo Mayer         |
|    | Italia (bandiera) | D     | Pasquale Loseto      |
|    | Italia (bandiera) | D     | Antonio Tornese      |
|    | Italia (bandiera) | D     | Roberto Tamburella   |

| N. |                   | Ruolo | Calciatore           |
| -- | ----------------- | ----- | -------------------- |
|    | Italia (bandiera) | C     | Costantino Fava      |
|    | Italia (bandiera) | C     | Diego Giannattasio   |
|    | Italia (bandiera) | C     | Ruggiero Cannito     |
|    | Italia (bandiera) | C     | Antonino Fatta       |
|    | Italia (bandiera) | C     | Giancarlo Mambrin    |
|    | Italia (bandiera) | C     | Giovanni De Pasquale |
|    | Italia (bandiera) | A     | Ubaldo Biagetti      |
|    | Italia (bandiera) | A     | Gaetano Montenegro   |
|    | Italia (bandiera) | A     | Fortunato Loddi      |
|    | Italia (bandiera) | A     | Ermanno Beccati      |
|    | Italia (bandiera) | A     | Marco Povero         |
|    | Italia (bandiera) | A     | Romolo Ciardella     |
|    | Italia (bandiera) | A     | Giovanni Picat Re    |
|    | Italia (bandiera) | A     | Corrado Nastasio     |

## Risultati

### Serie C

#### Girone di andata
| Crotone 14 settembre 1975 1ª giornata | Crotone             | 0 – 0 referto | Lecce | Stadio Ezio Scida (5000 spett.)\| Arbitro: \| Gazzarri (Macerata) \| |
| Arbitro:                              | Gazzarri (Macerata) |               |       |                                                                      |

| Arbitro: | Milan |

|                           |           |             |
| Panozzo 35’ Palazzese 55’ | Marcatori | 76’ Mambrin |

| Arbitro: | Migliore (Salerno) |

|                                 |           |               |
| Nastasio 21’ Beccati 90’ (rig.) | Marcatori | 55’ Quaresima |

| Arbitro: | Selicorni (Novara) |

|                               |           |  |
| Vitulano 60’ Di Francesco 88’ | Marcatori |  |

| Lecce 12 ottobre 1975 5ª giornata | Lecce             | 0 – 0 referto | Bari | Stadio Via del Mare (18000 spett.)\| Arbitro: \| Mattei (Macerata) \| |
| Arbitro:                          | Mattei (Macerata) |               |      |                                                                       |

| Arbitro: | Redini (Pisa) |

|                         |           |  |
| Capogna 18’ Amadori 53’ | Marcatori |  |

| Arbitro: | Chiri (Mantova) |

|         |           |  |
| Fava 9’ | Marcatori |  |

| Arbitro: | Foschi (Forlì) |

|  |           |                     |
|  | Marcatori | 23’, 50’ Montenegro |

| Arbitro: | Ballerini (La Spezia) |

|                         |           |            |
| Montenegro 20’ Fava 53’ | Marcatori | 65’ Cesari |

| Arbitro: | Ponzano (Alessandria) |

|           |           |           |
| Stoppa 1’ | Marcatori | 73’ Loddi |

| Arbitro: | Grillenzoni (Finale Emilia) |

|                          |           |  |
| Montenegro 65’ Loddi 77’ | Marcatori |  |